# Радиолокационная метеорология

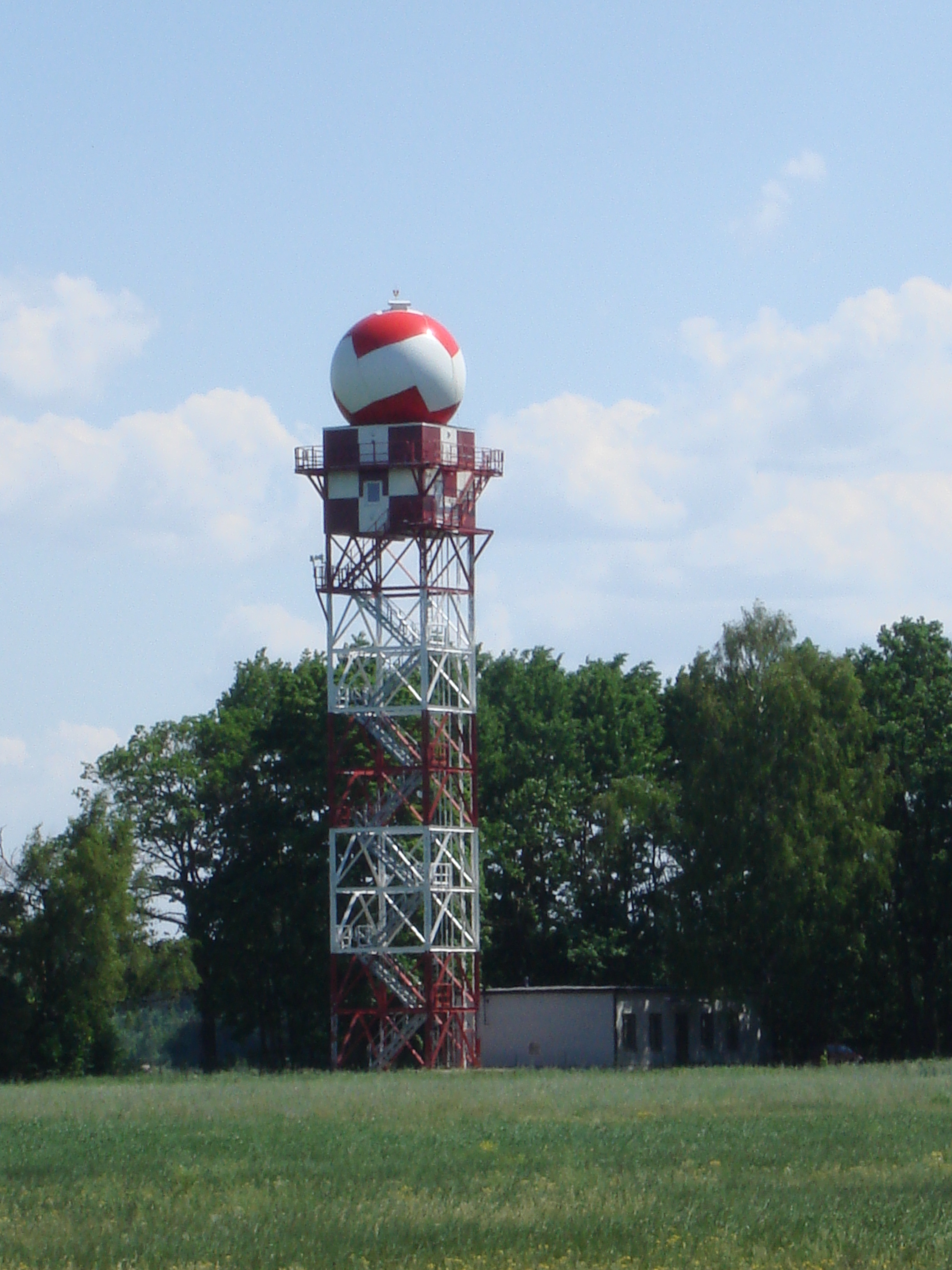
Метеорадарная башня с радиолокационной установкой C-диапазона (2007 год)

Радиолокационная или радарная метеорология — прикладной раздел метеорологии, связанный с использованием радиолокационной техники для получения информации о состоянии земной атмосферы и о связанных с ней природных явлениях.
Радиолокационные методы наблюдения за окружающей средой основываются на регистрации радиосигналов, переотражённых от атмосферных неоднородностей (туманов, осадков, скоплений аэрозолей, зон турбулентных возмущений воздуха и т. п.) Анализ параметров полученных радилокационных данных позволяет оперативно оценивать координаты и протяжённость атмосферных объектов, а кроме этого — некоторые их физические характеристики.
В результате радиолокационная техника находит широкое применение в повседневных задачах метеорологии для подготовки прогнозов погоды, выяснения состава, структуры и размеров облаков, локализации и интенсивности осадков, уточнения направления и скорости воздушных потоков за облаками, а также — изучения особенностей развития разнообразных проявлений комплексных атмосферных процессов: торнадо, гроз, тропических циклонов и т. п. Достоинством радарных методов зондирования является возможность их использования при любых условиях видимости.